# Opera balladowa
Opera balladowa (ang. ballad opera) − forma opery komicznej powstała w XVII wieku w Anglii, polegająca na przeplataniu fragmentów mówionych ludowymi melodiami. Forma wyrosła z opery barokowej z silnymi elementami satyrycznymi i parodystycznymi. Najbardziej znaną operą balladową jest Beggar's opera Johna Gaya (1728).
Początek gatunku stanowił żywiołowy tryumf komedii Beggar's opera (Opera żebracza) Johna Gaya (1685–1732), włóczęgi, a po trosze poety, dramaturga i eseisty bez sukcesów. Rozczarowany życiem i korupcją polityczną w ówczesnej Anglii napisał sztukę rozgrywającą się w świecie podziemnego Londynu, której bohaterami są ulicznice, złodzieje kieszonkowi, sutenerzy, paserzy i wszelkiego rodzaju indywidua, które, jak pisał doktor Johnson, spotkać można w ciemnych zaułkach, na sali sądowej lub pod szubienicą. Sztuka łączyła sentymentalną czułostkowość z groteską i zjadliwą satyrą. Muzykę będącą zestawieniem 69 znanych arii i ballad różnych kompozytorów, między innymi Händla, zaaranżował Johann Christoph Pepusch (1667–1752).
Sztuka Gaya, odrzucona przez dwa główne teatry Londynu, została wystawiona, dzięki wsparciu księżnej Queensburry w mającym dopiero rozpocząć działalność teatrze Lincoln's Inn Field. Do jej sukcesu niemało przyczyniła się również, obsadzona w roli Polly Peachum, dziewiętnastoletnia Lavinia Fenton, córka właściciela kawiarni z Charing Cross. Opera żebracza, żywiołowo przyjęta przez publiczność, buntującą się przeciw supremacji opery włoskiej, zapoczątkowała w Anglii nowy gatunek rozrywki, nazwany ballad opera. Największy rozkwit tego gatunku przypadł na lata 1728–1736, w którym powstało około 80 tego typu utworów. Żaden z nich nie powtórzył jednak sukcesu sztuki Gaya. 
Opera żebracza Gaya wystawiona ponownie na początku XX wieku miała 1463 przedstawienia i zainspirowała spółkę autorską Weill-Brecht do stworzenia Opery za trzy grosze.